# George Buck Flower
Pour les articles homonymes, voir Buck.
George Buck Flower est un acteur, scénariste et producteur américain né le 28 octobre 1937 à Milton-Freewater, Oregon (États-Unis), mort le 18 juin 2004 des suites d'un cancer.

## Filmographie

### comme acteur
- 1970 : The Dirty Mind of Young Sally : Toby
- 1970 : Country Cuzzins : Hollywood Agent
- 1970 : Norma : Mother
- 1971 : Satan's Lust : Manheim Jarkoff
- 1971 : Touch Me
- 1971 : Below the Belt : Benny Bravo, the trainer
- 1973 : Guess Who's Coming This Weekend
- 1973 : The Devil and Leroy Bassett : Wilbur Bassett
- 1973 : The Daring Dobermans : Luther
- 1974 : Tender Loving Care
- 1974 : Alice Goodbody : Roger Merkel
- 1975 : That Girl from Boston : Thirsty
- 1975 : Criminally Insane : Detective
- 1975 : Carnal Madness : Earl
- 1975 : Candy Tangerine Man
- 1975 : Video Vixens : Rex Boorski
- 1975 : Johnny Firecloud : Wade
- 1975 : Gemini Affair : Cab Driver
- 1975 : Ilsa, la louve des SS (Ilsa, She Wolf of the SS) : Binz
- 1975 : Tower of Love : Petulia
- 1975 : The Adventures of the Wilderness Family : Boomer
- 1975 : Lady Cocoa : Drunk Cowboy
- 1976 : The Witch Who Came from the Sea : Detective Stone
- 1976 : Ilsa, gardienne du harem (Ilsa, Harem Keeper of the Oil Sheiks) : Beggar
- 1976 : Deep Jaws
- 1976 : Love Games : Rick
- 1976 : Flash and the Firecat (en) : Jed
- 1976 : A Small Town in Texas : Bull Parker
- 1976 : Across the Great Divide : Ben
- 1977 : Bad Georgia Road : Spiker
- 1977 : Bare Knuckles de Don Edmonds (de) : Lem
- 1978 : The Kid from Not-So-Big : McGee / Boyle / Gus
- 1978 : The Executioner : Vicenzo Vicari
- 1978 : The Alpha Incident : Hank, the railroad worker
- 1978 : Big Bob Johnson and His Fantastic Speed Circus (TV) : Bert
- 1978 : The Further Adventures of the Wilderness Family : Boomer
- 1978 : The Time Machine (en) (TV)
- 1977 : The Cliffwood Avenue Kids (série télévisée) : Uncle Willy (1978)
- 1979 : Up Yours - A Rockin' Comedy
- 1979 : Mountain Family Robinson : Boomer
- 1979 : The Capture of Bigfoot : Jake Turner
- 1980 : Fog (The Fog) : Tommy Wallace
- 1980 : Flo (série télévisée) : Roy
- 1981 : New York 1997 (Escape from New York) : Drunk wearing tracking bracelet
- 1981 : Early Warning : Tucker, Milita Member
- 1980 : Palmerstown, U.S.A. (série télévisée) : Roy (1981)
- 1982 : Banco à Las Vegas (Fake-Out) : Merrich
- 1982 : Butterfly : Ed Lamey
- 1984 : My Therapist : Rip Rider
- 1984 : Nom de code: Zebra (Code Name: Zebra) : Bundy
- 1984 : In Search of a Golden Sky : Zep Morrison
- 1984 : Starman : Cook
- 1985 : Click (Le Déclic) : Guy Giving Directions (US version)
- 1985 : Retour vers le futur (Back to the Future) : Red the Bum
- 1986 : Rigged
- 1987 : Party Favors : Pop
- 1987 : W.A.R.: Women Against Rape : Willard
- 1987 : Poupées de chair (Cheerleader Camp) : Pop
- 1987 : Flicks : Eagle Man
- 1987 : Takin' It All Off : Allison's Father
- 1987 : The Night Stalker : Tramp
- 1987 : Bates Motel (TV) : Vagrant
- 1987 : Berserker (en) : Pappy Nyquist
- 1988 : The American Scream de Mitchell Linden : Ed Simpson
- 1988 : Sorority Babes in the Slimeball Bowl-O-Rama : Janitor
- 1988 : Maniac Cop : Old man (TV sequence)
- 1988 : Mac et moi (Mac and Me) : Security Guard
- 1988 : Invasion Los Angeles (They Live) : Drifter
- 1989 : Ghost Writer (TV) : Workman
- 1989 : One Man Force : Drunk
- 1989 : Le Démon d'Halloween (Pumpkinhead) : Mr. Wallace
- 1989 : Psycho Killer (Relentless) : Old Man
- 1989 : W.B., Blue and the Bean (vidéo) : Seed
- 1989 : Retour vers le futur II (Back to the Future Part II) : Red the Bum
- 1990 : Nerds of a Feather : Old Timer in the wheelchair
- 1990 : Masters of Menace de Daniel Raskov : Sheriff Julip
- 1990 : Blood Games : One of the rednecks
- 1990 : Dragonfight (pl) : Jericho
- 1990 : Down the Drain : Crane Operator
- 1990 : Spontaneous Combustion : Preacher on Radio
- 1991 : 976-EVIL 2: The Astral Factor : Turrell
- 1991 : Camp Fear : Hobo
- 1991 : Speak of the Devil
- 1991 : Puppet Master II : Matthew
- 1991 : The Giant of Thunder Mountain : Oliver Crow
- 1991 : Sundown: The Vampire in Retreat : Bailey
- 1991 : Dead Men Don't Die : Wino
- 1992 : Soldier's Fortune : T. Max
- 1992 : Munchie : Rich Tramp
- 1992 : Mirror Images : Wolfman
- 1992 : Waxwork 2: Perdus dans le temps (Waxwork II: Lost in Time) : Sarah's Stepfather
- 1992 : Inside Out II (vidéo) : Farmer - segment "There's This Travelling Salesman, See"
- 1993 : Skeeter : Filo
- 1993 : Petits cauchemars avant la nuit (Body Bags) (TV) : Stranger (segment "The Gas Station")
- 1993 : Warlock: The Armageddon : Man in the Crowd
- 1994 : Tammy and the T-Rex : Norville
- 1994 : The Magic of the Golden Bear: Goldy III : Pa
- 1994 : Plughead Rewired: Circuitry Man II : Jerry
- 1995 : Hard Bounty : Harper
- 1995 : Fast Money : Window Washer
- 1995 : Le Village des damnés (Village of the Damned) : Carlton
- 1996 : Ripper Man : Heckler
- 1996 : Saugatuck (Skeletons) : Jerry Grommer
- 1996 : Running Hard : Elk
- 1996 : Demolition High : Old Security Guard
- 1996 : Dark Breed : Homeless Man
- 1996 : L'Esprit de la forêt (Forest Warrior) : Barney
- 1997 : Star Wars, épisode V : L'Empire contre-attaque : Dark Sidious (édition spéciale) (voix)
- 1997 : Fallen Angel : Jeffrey
- 1997 : Black Dawn : Drunken Man
- 1997 : Wishmaster : Homeless Man
- 1997 : Executive Target : Window Washer
- 1997 : Bloodsuckers : Grampa
- 1997 : Champions : Chip
- 1998 : Moonbase : Murdoch
- 1998 : Mom, Can I Keep Her? : Homeless Man
- 1999 : Perfect Fit : Prison guard
- 1999 : Silicon Towers : Truck Driver
- 2000 : Crash Point Zero : Edward Simmons, Train Conductor
- 2000 : Bring Him Home : Theron
- 2000 : Flamingo Dreams : Wino
- 2000 : Radical Jack : Lloyd
- 2001 : Power Rangers Time Force: Photo Finish (vidéo) : Bartender
- 2004 : L'Île des komodos géants (The Curse of the Komodo) : Cashier
- 2004 : Ils sont parmi nous (They Are Among Us) (TV) : Old Chuck

### comme scénariste
- 1971 : Teenage Seductress
- 1976 : Drive-In Massacre
- 1977 : Joyride to Nowhere
- 1984 : In Search of a Golden Sky
- 1987 : Takin' It All Off
- 1987 : Party Favors
- 1988 : Party Plane
- 1991 : Death Falls
- 1992 : The Bikini Carwash Company
- 1994 : The Magic of the Golden Bear: Goldy III
- 1995 : Takin' It Off Out West
- 1997 : Hell's Belles
- 2001 : Wooly Boys

### comme producteur
- 1971 : Teenage Seductress
- 1984 : In Search of a Golden Sky
- 1987 : The Night Stalker
- 1992 : The Bikini Carwash Company
- 1995 : Takin' It Off Out West
- 1997 : Hell's Belles